# رابرت سی. نیکولاس
رابرت سی. نیکولاس (به انگلیسی: Robert C. Nicholas) سناتور سابق عضو حزب دموکرات ایالات متحده آمریکا بود. وی در سال ۱۸۳۶ تا ۱۸۴۱ میلادی سناتور ایالت لوئیزیانا در سنای ایالات متحده آمریکا بود.